# Wilhelm Reinhard von Neipperg
Wilhelm Reinhard von Neipperg (27 maggio 1684 – Vienna, 26 maggio 1774) è stato un generale austriaco.

## Biografia
Discendente da un'antica famiglia originaria della Svevia, il conte Wilhelm Reinhard von Neipperg, figlio del feldmaresciallo barone Eberhard Friedrich von Neipperg (1656-1725), entrò nel 1702 nell'esercito imperiale e nel 1717 divenne colonnello di un reggimento di fanteria. Egli si segnalò nella sesta guerra austro turca (1716–1718) a Temesvár e Belgrado e nel 1723 divenne maggiore generale e precettore del duca Francesco Stefano di Lorena, il futuro imperatore Francesco I ed il suo fiduciario.
Nel 1730 divenne comandante del Lussemburgo, combatté in Italia come luogotenente generale, fu nominato Feldzeugmeister nel 1735 e nel 1737 divenne governatore di Timișoara e combatté nella settima guerra austro-turca.
Il 1º settembre 1739 concluse affrettatamente, senza averne i poteri, il trattato di Belgrado e fu per questo arrestato. Dapprima fu rinchiuso a Győr e successivamente nella fortezza di Glatz. Nel 1741 Maria Teresa d'Austria, in occasione della sua ascesa al trono e dello scoppio della prima guerra di Slesia, fece archiviare il procedimento contro di lui e lo inviò nel 1741 in Slesia come comandante di un'armata contro Federico il Grande. Qui tuttavia egli fu sconfitto il 10 aprile a Mollwitz da Federico II di Prussia. Poco dopo la battaglia egli fu comunque promosso feldmaresciallo e poté ricondurre la sua armata in Boemia.
Successivamente richiamato, nel 1743 partecipò ancora alla battaglia di Dettingen (Guerra di successione austriaca), dopo la quale dovette lasciare il campo di battaglia e fu trasferito a Vienna, ove nel 1753 divenne comandante militare della piazza. Nel 1755 divenne membro del Consiglio di Guerra (Hofkriegsrat).